# Nowra
Nowra é uma cidade na região da costa sul de Nova Gales do Sul, na Austrália. Ela está localizado a 160 quilômetros (99 milhas) ao sul-sudoeste da capital do estado, Sydney. Em junho de 2018, Nowra tinha uma população estimada de 37.420. É também a sede e o centro comercial da cidade de Shoalhaven. Geologicamente, a cidade está situada no sul da bacia de Sydney.